# Wahlkreis Moncalieri (Camera dei deputati)
Der Wahlkreis Moncalieri war von 1993 bis 2007 und ist seit 2017 wieder ein Wahlkreis (italienisch collegio elettorale) für die Wahl der Abgeordnetenkammer.

## Von 1993 bis 2005

### Wahlkreisgebiet
Der Wahlkreis umfasste 11 Gemeinden: Baldissero Torinese, Cambiano, Isolabella, Moncalieri, Pecetto Torinese, Pino Torinese, Poirino, Pralormo, Santena, Trofarello und Villastellone.

### Wahlergebnisse

#### Parlamentswahl 1994

##### Direktstimmen
| Kandidaten               | Kandidaten                | Parteien                                 | Stimmen | %    |
| ------------------------ | ------------------------- | ---------------------------------------- | ------- | ---- |
|                          | Salvatore Musumecigewählt | Polo delle Libertà (FI – LN – CCD – UdC) | 35.852  | 43,3 |
|                          | Mercedes Bresso           | Progressisti                             | 23.861  | 28,8 |
|                          | Remo Ratto                | Patto per l’Italia                       | 10.902  | 13,2 |
|                          | Luigi Mina                | Alleanza Nazionale                       | 8.055   | 9,7  |
|                          | Lorella Bressa            | Verdi Verdi                              | 4.066   | 4,9  |
| Gesamt                   | Gesamt                    | Gesamt                                   | 82.736  | 100  |
|                          |                           |                                          |         |      |
| Ungültige Stimmen        | Ungültige Stimmen         | Ungültige Stimmen                        | 5.500   | 6,2  |
| Wähler                   | Wähler                    | Wähler                                   | 88.236  | 92,3 |
| Wahlberechtigte          | Wahlberechtigte           | Wahlberechtigte                          | 95.555  |      |
|                          |                           |                                          |         |      |
| Quelle: Innenministerium |                           |                                          |         |      |

##### Listenstimmen
| Parteien                             | Parteien             | Parteien                           | Stimmen | %    |
| ------------------------------------ | -------------------- | ---------------------------------- | ------- | ---- |
|                                      | Polo delle Libertà   | Forza Italia                       | 23.421  | 28,1 |
| Lega Nord                            | Polo delle Libertà   | 10.645                             | 12,8    |      |
| ↳ Gesamt                             | Polo delle Libertà   | 34.066                             | 40,8    |      |
|                                      | Progressisti         | Partito Democratico della Sinistra | 15.180  | 18,2 |
| Partito della Rifondazione Comunista | Progressisti         | 4.160                              | 5,0     |      |
| La Rete                              | Progressisti         | 1.865                              | 2,2     |      |
| Federazione dei Verdi                | Progressisti         | 1.659                              | 2,0     |      |
| Alleanza Democratica                 | Progressisti         | 1.438                              | 1,7     |      |
| Partito Socialista Italiano          | Progressisti         | 1.296                              | 1,6     |      |
| ↳ Gesamt                             | Progressisti         | 25.598                             | 30,7    |      |
|                                      | Patto per l’Italia   | Partito Popolare Italiano          | 9.102   | 10,9 |
|                                      | Alleanza Nazionale   | Alleanza Nazionale                 | 7.288   | 8,7  |
|                                      | Lista Marco Pannella | Lista Marco Pannella               | 4.457   | 5,3  |
|                                      | Verdi Verdi          | Verdi Verdi                        | 1.899   | 2,3  |
|                                      | Lega per il Piemonte | Lega per il Piemonte               | 757     | 0,9  |
|                                      | Rinnovamento         | Rinnovamento                       | 251     | 0,3  |
| Gesamt                               | Gesamt               | Gesamt                             | 83.418  | 100  |
|                                      |                      |                                    |         |      |
| Ungültige Stimmen                    | Ungültige Stimmen    | Ungültige Stimmen                  | 4.819   | 5,5  |
| Wähler                               | Wähler               | Wähler                             | 88.237  | 92,3 |
| Wahlberechtigte                      | Wahlberechtigte      | Wahlberechtigte                    | 95.555  |      |
|                                      |                      |                                    |         |      |
| Quelle: Innenministerium             |                      |                                    |         |      |

#### Parlamentswahl 1996

##### Direktstimmen
| Kandidaten               | Kandidaten          | Parteien            | Stimmen | %    |
| ------------------------ | ------------------- | ------------------- | ------- | ---- |
|                          | Sergio Rognagewählt | L’Ulivo             | 33.973  | 42,9 |
|                          | Salvatore Musumeci  | Polo per le Libertà | 30.739  | 38,8 |
|                          | Antonio Brossa      | Lega Nord           | 14.560  | 18,4 |
| Gesamt                   | Gesamt              | Gesamt              | 79.272  | 100  |
|                          |                     |                     |         |      |
| Ungültige Stimmen        | Ungültige Stimmen   | Ungültige Stimmen   | 6.316   | 7,4  |
| Wähler                   | Wähler              | Wähler              | 85.588  | 89,4 |
| Wahlberechtigte          | Wahlberechtigte     | Wahlberechtigte     | 95.738  |      |
|                          |                     |                     |         |      |
| Quelle: Innenministerium |                     |                     |         |      |

##### Listenstimmen
| Parteien                                          | Parteien                             | Parteien                             | Stimmen | %    |
| ------------------------------------------------- | ------------------------------------ | ------------------------------------ | ------- | ---- |
|                                                   | Polo per le Libertà                  | Forza Italia                         | 16.435  | 20,5 |
| Alleanza Nazionale                                | Polo per le Libertà                  | 11.144                               | 13,9    |      |
| CCD – CDU                                         | Polo per le Libertà                  | 3.299                                | 4,1     |      |
| ↳ Gesamt                                          | Polo per le Libertà                  | 30.878                               | 38,6    |      |
|                                                   | L’Ulivo                              | Partito Democratico della Sinistra   | 13.391  | 16,7 |
| Rinnovamento Italiano                             | L’Ulivo                              | 4.834                                | 6,0     |      |
| Popolari per Prodi (PPI – SVP – PRI – UD – Prodi) | L’Ulivo                              | 4.151                                | 5,2     |      |
| Federazione dei Verdi                             | L’Ulivo                              | 1.950                                | 2,4     |      |
| ↳ Gesamt                                          | L’Ulivo                              | 24.326                               | 30,4    |      |
|                                                   | Lega Nord                            | Lega Nord                            | 12.083  | 15,1 |
|                                                   | Partito della Rifondazione Comunista | Partito della Rifondazione Comunista | 8.653   | 10,8 |
|                                                   | Lista Pannella – Sgarbi              | Lista Pannella – Sgarbi              | 2.013   | 2,5  |
|                                                   | Verdi Verdi                          | Verdi Verdi                          | 1.282   | 1,6  |
|                                                   | Partito Socialista                   | Partito Socialista                   | 368     | 0,5  |
|                                                   | Partito Federalista                  | Partito Federalista                  | 146     | 0,2  |
|                                                   | Nuove Energie                        | Nuove Energie                        | 125     | 0,2  |
|                                                   | Partito Umanista                     | Partito Umanista                     | 103     | 0,1  |
| Gesamt                                            | Gesamt                               | Gesamt                               | 79.977  | 100  |
|                                                   |                                      |                                      |         |      |
| Ungültige Stimmen                                 | Ungültige Stimmen                    | Ungültige Stimmen                    | 5.612   | 6,6  |
| Wähler                                            | Wähler                               | Wähler                               | 85.589  | 89,4 |
| Wahlberechtigte                                   | Wahlberechtigte                      | Wahlberechtigte                      | 95.738  |      |
|                                                   |                                      |                                      |         |      |
| Quelle: Innenministerium                          |                                      |                                      |         |      |

#### Parlamentswahl 2001

##### Direktstimmen
| Kandidaten               | Kandidaten               | Parteien           | Stimmen | %    |
| ------------------------ | ------------------------ | ------------------ | ------- | ---- |
|                          | Benedetto Nicotragewählt | Casa delle Libertà | 36.919  | 47,2 |
|                          | Sergio Rogna             | L’Ulivo            | 35.113  | 44,9 |
|                          | Francesco Cima           | Lista Di Pietro    | 4.314   | 5,5  |
|                          | Doriano Begheldo         | Democrazia Europea | 1.893   | 2,4  |
| Gesamt                   | Gesamt                   | Gesamt             | 78.239  | 100  |
|                          |                          |                    |         |      |
| Ungültige Stimmen        | Ungültige Stimmen        | Ungültige Stimmen  | 5.483   | 6,5  |
| Wähler                   | Wähler                   | Wähler             | 83.722  | 87,5 |
| Wahlberechtigte          | Wahlberechtigte          | Wahlberechtigte    | 95.645  |      |
|                          |                          |                    |         |      |
| Quelle: Innenministerium |                          |                    |         |      |

##### Listenstimmen
| Parteien                       | Parteien                             | Parteien                               | Stimmen | %    |
| ------------------------------ | ------------------------------------ | -------------------------------------- | ------- | ---- |
|                                | Casa delle Libertà                   | Forza Italia                           | 26.007  | 32,8 |
| Alleanza Nazionale             | Casa delle Libertà                   | 7.893                                  | 10,0    |      |
| Lega Nord                      | Casa delle Libertà                   | 3.669                                  | 4,6     |      |
| CCD – CDU                      | Casa delle Libertà                   | 1.411                                  | 1,8     |      |
| Nuovo PSI                      | Casa delle Libertà                   | 467                                    | 0,6     |      |
| ↳ Gesamt                       | Casa delle Libertà                   | 39.447                                 | 49,8    |      |
|                                | L’Ulivo                              | La Margherita (Dem – PPI – RI – Udeur) | 12.340  | 15,6 |
| Democratici di Sinistra        | L’Ulivo                              | 12.213                                 | 15,4    |      |
| Partito dei Comunisti Italiani | L’Ulivo                              | 1.034                                  | 1,3     |      |
| Il Girasole (FdV – SDI)        | L’Ulivo                              | 902                                    | 1,1     |      |
| ↳ Gesamt                       | L’Ulivo                              | 26.489                                 | 33,5    |      |
|                                | Partito della Rifondazione Comunista | Partito della Rifondazione Comunista   | 5.276   | 6,7  |
|                                | Lista Di Pietro                      | Lista Di Pietro                        | 3.462   | 4,4  |
|                                | Lista Emma Bonino                    | Lista Emma Bonino                      | 2.588   | 3,3  |
|                                | Verdi Verdi                          | Verdi Verdi                            | 1.076   | 1,4  |
|                                | Democrazia Europea                   | Democrazia Europea                     | 788     | 1,0  |
|                                | Abolizione Scorporo                  | Abolizione Scorporo                    | 44      | 0,1  |
| Gesamt                         | Gesamt                               | Gesamt                                 | 79.170  | 100  |
|                                |                                      |                                        |         |      |
| Ungültige Stimmen              | Ungültige Stimmen                    | Ungültige Stimmen                      | 4.555   | 5,4  |
| Wähler                         | Wähler                               | Wähler                                 | 83.725  | 87,5 |
| Wahlberechtigte                | Wahlberechtigte                      | Wahlberechtigte                        | 95.645  |      |
|                                |                                      |                                        |         |      |
| Quelle: Innenministerium       |                                      |                                        |         |      |

## Von 2017 bis 2020

### Wahlkreisgebiet
Der Wahlkreis umfasste Gemeinden: 

### Wahlergebnisse

#### Parlamentswahl 2018
| Kandidaten               | Kandidaten                | Stimmen | %    | Listen                   | Stimmen | %    |
| ------------------------ | ------------------------- | ------- | ---- | ------------------------ | ------- | ---- |
|                          | Claudia Porchiettogewählt | 56.361  | 37,0 | Lega                     | 30.692  | 20,1 |
| Forza Italia             | Claudia Porchiettogewählt | 56.361  | 37,0 | 19.432                   | 12,8    |      |
| Fratelli d’Italia        | Claudia Porchiettogewählt | 56.361  | 37,0 | 5.318                    | 3,5     |      |
| Noi con l’Italia – UDC   | Claudia Porchiettogewählt | 56.361  | 37,0 | 919                      | 0,6     |      |
|                          | Roberta Cavuoti           | 48.622  | 31,9 | Movimento 5 Stelle       | 48.622  | 31,9 |
|                          | Laura Pompeo              | 37.806  | 24,8 | Partito Democratico      | 30.882  | 20,3 |
| +Europa                  | Laura Pompeo              | 37.806  | 24,8 | 5.719                    | 3,8     |      |
| Italia Europa Insieme    | Laura Pompeo              | 37.806  | 24,8 | 637                      | 0,4     |      |
| Civica Popolare          | Laura Pompeo              | 37.806  | 24,8 | 568                      | 0,4     |      |
|                          | Erika Elena Faienza       | 5.059   | 3,3  | Liberi e Uguali          | 5.059   | 3,3  |
|                          | Luigi Infantino           | 1.532   | 1,0  | Potere al Popolo!        | 1.532   | 1,0  |
|                          | Patrick Pautasso          | 1.491   | 1,0  | CasaPound Italia         | 1.491   | 1,0  |
|                          | Alessandro Sportiello     | 1.090   | 0,7  | Il Popolo della Famiglia | 1.090   | 0,7  |
|                          | Aldo Cavallo              | 404     | 0,3  | Partito Valore Umano     | 404     | 0,3  |
| Gesamt                   | Gesamt                    | 152.365 | 100  |                          | 152.365 | 100  |
|                          |                           |         |      |                          |         |      |
| Ungültige Stimmen        | Ungültige Stimmen         | 5.852   | 3,7  |                          |         |      |
| Wähler                   | Wähler                    | 158.217 | 77,0 |                          |         |      |
| Wahlberechtigte          | Wahlberechtigte           | 205.395 |      |                          |         |      |
|                          |                           |         |      |                          |         |      |
| Quelle: Innenministerium |                           |         |      |                          |         |      |

## Seit 2020

### Wahlkreisgebiet
| Wahlkreise – Camera dei deputati – Piemont | Wahlkreise – Camera dei deputati – Piemont  | Wahlkreise – Camera dei deputati – Piemont |
| Provinz                                    | Provinz                                     | Gemeinden nach Provinzen ⮞ Wahlkreis |
| ------------------------------------------ | ------------------------------------------- | --- |
|                                            | Metropolitanstadt Turin (312 Gemeinden)     | Teil Turins ⮞ Wahlkreis Turin – Circoscrizione 2 Teil Turins ⮞ Wahlkreis Turin – Circoscrizione 3 186 ⮞ Wahlkreis Chieri 22 ⮞ Wahlkreis Collegno 103 ⮞ Wahlkreis Moncalieri |
|                                            | Provinz Alessandria (187 Gemeinden)         | alle ⮞ Wahlkreis Alessandria |
|                                            | Provinz Asti (118 Gemeinden)                | alle ⮞ Wahlkreis Asti |
|                                            | Provinz Biella (74 Gemeinden)               | alle ⮞ Wahlkreis Vercelli |
|                                            | Provinz Cuneo (247 Gemeinden)               | 169 ⮞ Wahlkreis Cuneo 78 ⮞ Wahlkreis Asti |
|                                            | Provinz Novara (87 Gemeinden)               | 78 ⮞ Wahlkreis Novara 9 ⮞ Wahlkreis Vercelli |
|                                            | Provinz Verbano-Cusio-Ossola (74 Gemeinden) | alle ⮞ Wahlkreis Novara |
|                                            | Provinz Vercelli (82 Gemeinden)             | alle ⮞ Wahlkreis Vercelli |

Der Wahlkreis umfasst 103 Gemeinden der Metropolitanstadt Turin.

### Wahlergebnisse

#### Parlamentswahl 2022
| Kandidaten                          | Kandidaten           | Stimmen | %    | Listen                                                  | Stimmen | %    |
| ----------------------------------- | -------------------- | ------- | ---- | ------------------------------------------------------- | ------- | ---- |
|                                     | Roberto Pellagewählt | 106.670 | 42,5 | Fratelli d’Italia                                       | 62.527  | 24,9 |
| Lega per Salvini Premier            | Roberto Pellagewählt | 106.670 | 42,5 | 23.686                                                  | 9,4     |      |
| Forza Italia                        | Roberto Pellagewählt | 106.670 | 42,5 | 18.930                                                  | 7,5     |      |
| Noi Moderati                        | Roberto Pellagewählt | 106.670 | 42,5 | 1.527                                                   | 0,6     |      |
|                                     | Carmen Bonino        | 70.829  | 28,2 | Partito Democratico – Italia Democratica e Progressista | 48.522  | 19,3 |
| Alleanza Verdi e Sinistra           | Carmen Bonino        | 70.829  | 28,2 | 10.912                                                  | 4,3     |      |
| +Europa                             | Carmen Bonino        | 70.829  | 28,2 | 10.120                                                  | 4,0     |      |
| Impegno Civico – Centro Democratico | Carmen Bonino        | 70.829  | 28,2 | 1.275                                                   | 0,5     |      |
|                                     | Antonella Pepe       | 33.789  | 13,5 | Movimento 5 Stelle                                      | 33.789  | 13,5 |
|                                     | Daniela Ruffino      | 20.751  | 8,3  | Azione – Italia Viva                                    | 20.751  | 8,3  |
|                                     | Marina Pittau        | 6.979   | 2,8  | Italexit per l’Italia                                   | 6.979   | 2,8  |
|                                     | Marco Scibona        | 4.867   | 1,9  | Italia Sovrana e Popolare                               | 4.867   | 1,9  |
|                                     | Vincenza Di Blasi    | 4.109   | 1,6  | Unione Popolare                                         | 4.109   | 1,6  |
|                                     | Annarita Platania    | 3.033   | 1,2  | Vita                                                    | 3.033   | 1,2  |
| Gesamt                              | Gesamt               | 251.027 | 100  |                                                         | 251.027 | 100  |
|                                     |                      |         |      |                                                         |         |      |
| Ungültige Stimmen                   | Ungültige Stimmen    | 12.983  | 4,9  |                                                         |         |      |
| Wähler                              | Wähler               | 264.010 | 66,5 |                                                         |         |      |
| Wahlberechtigte                     | Wahlberechtigte      | 396.875 |      |                                                         |         |      |
|                                     |                      |         |      |                                                         |         |      |
| Quelle: Innenministerium            |                      |         |      |                                                         |         |      |